# ТАНЮГ
ТАНЮГ (на сръбски: ТАНЈУГ, Телеграфска агенција нове Југославије) е държавната новинарска агенция на Сърбия и бивша Югославия.
Основана е като информационно-пропагандна агенция на Титовите партизани по време на Втората световна война. Решението за нейното основаване се взема от Югославската комунистическа партия на 5 ноември 1943 г. в гр. Яйце, Босна и Херцеговина. Неин основател и своеобразен кръстник е Моше Пияде. Създадена е по модела на централната съветската ТАСС.
След разпадането на СФРЮ през 1990-те години остава телеграфна агенция на Съюзна република Югославия, през 2003 г. – на Сърбия и Черна гора, а от 2006 г. – на Сърбия.
|  | Тази страница частично или изцяло представлява превод на страницата „Танјуг“ в Уикипедия на сръбски. Оригиналният текст, както и този превод, са защитени от Лиценза „Криейтив Комънс – Признание – Споделяне на споделеното“, а за съдържание, създадено преди юни 2009 година – от Лиценза за свободна документация на ГНУ. Прегледайте историята на редакциите на оригиналната страница, както и на преводната страница, за да видите списъка на съавторите. ВАЖНО: Този шаблон се отнася единствено до авторските права върху съдържанието на статията. Добавянето му не отменя изискването да се посочват конкретни източници на твърденията, които да бъдат благонадеждни. |